# Jimmy De Jonghe
Jimmy De Jonghe, né le 13 février 1992 à Boechout en Belgique, est un footballeur belge. Il évolue au poste de défenseur au FCO Beerschot Wilrijk.

## Biographie
Jimmy De Jonghe commence sa carrière avec le Club Bruges KV en 2011. Il joue quelques rencontres avec l'équipe première mais ne s'impose pas dans l'équipe. Il est prêté au SV Zulte Waregem durant la saison 2012-2013, où il est le plus souvent réserviste. La saison suivante, il est prêté au K Lierse SK, où il joue rarement pour cause de blessures mais finit par obtenir quelques titularisations lors des play-offs 2. Il est de nouveau prêté lors de la saison 2014-2015, cette fois au KSV Roulers, en deuxième division. La saison suivante, il est prêté au FCO Beerschot Wilrijk, en troisième division. Son contrat expire en 2016 et il rejoint gratuitement le Beerschot.